# Алвару ді Міранда Нету
Алвару ді Міранда Нету (порт. Álvaro de Miranda Neto, 5 лютого 1973) — бразильський вершник.
Бронзовий призер Олімпійських Ігор 1996 (командний конкур), 2000 (командний конкур) років, учасник 2004, 2012, 2016 років.